# Otevření vlámští liberálové a demokraté
Otevření vlámští liberálové a demokraté (nizozemsky Open Vlaamse Liberalen en Democraten) je belgická liberální či liberálně konzervativní politická strana, která působí ve vlámské oblasti.
Liberální strana existuje na úrovni celé Belgie od roku 1846. Počátky samostatných vlámských liberálů můžeme sledovat do roku 1971, kdy se původně jednotná belgická liberální strana s názvem Strana pro svobodu a pokrok rozdělila na vlámskou a valonskou část. Zejména ve vlámské oblasti byla výrazně znát nespokojenost voličů se zavedenými stranami, což vedlo k vyšší volatilitě. Vlámští liberálové se proto snažili přizpůsobit tomuto trendu, získat na svou stranu "přelétavé" voliče a zavedla ve svém programu i některé prvky přímé demokracie. Na sklonku roku 1992 došlo k další změně názvu na Vlámští liberálové a demokraté (nizozemsky Vlaamse Liberalen en Demokraten, zkr. VLD).
S výjimkou let 1995-1999 zasedla ve všech dosavadních vládách federalizované Belgie. Od roku 1999 do roku 2007 byl její tehdejší předseda strany Guy Verhofstadt předsedou vlády.
Jedná se o proevropskou stranu a na evropské úrovni je součástí Aliance liberálů a demokratů pro Evropu.

## Předsedové strany
- 1992–1995 Guy Verhofstadt
- 1995–1997 Herman De Croo
- 1997–1999 Guy Verhofstadt
- 1999–2004 Karel De Gucht
- 2004 Dirk Sterckx
- 2004–2009 Bart Somers
- 2009 Guy Verhofstadt
- 2009–2012 Alexander De Croo
- 2012 Vincent Van Quickenborne
- 2012– Gwendolyn Rutten